# Римская Галлия

Галлия в составе Римской империи

Ри́мская Га́ллия (лат. Gallia, фр. Gaule romaine) — название территорий в одноимённой исторической области, входивших в состав Римской республики и Римской империи в I в до н. э. — V в. н. э. Была создана римским государственным аппаратом после крупных завоеваний римского полководца Юлия Цезаря в ходе Галльской войны. На юге граничила с Испанией, на юго-востоке — с Италией, на востоке — с Германией. С севера от непокорённых римлянами кельтских племён Римскую Галлию защищала Британия. После ухода римлян из Британии около 406 года рубежи Галлии стали подвергаться нашествиям германских племён.
Галлия получила название по имени одного из крупнейших кельтских племён (галлы), населявших обширный регион до и отчасти после покорения его Римом. В народной этимологии романских народов слово было связано с лат. «gallus» (петух), который и стал национальным символом Галлии, а затем и современной республики Франция, которая включает большую часть территории бывшей Римской Галлии и фактически является её культурно-языковой наследницей.

## Развитие Галлии в римскую эпоху
До римского завоевания Галлия представляла собой нечёткую географическую область, населённую разрозненными кельтскими племенами, находящимися на стадии общинного строя. После римского завоевания началась усиленная (хотя не до конца завершённая в силу больших размеров) централизация Галлии, а также её интенсивная колонизация римскими поселенцами из Италии. Вся провинция (а не только район Массилии/Марселя) оказалась активно вовлечена в торговлю со средиземноморским регионом, получили развитие товарно-денежные отношения, была построена сеть дорог, соединившая окраины провинции с крупными городами и Римом. В отличие от кельтов, на пересечении торговых путей и в районах выхода ключей, римляне возводили городские поселения, со временем достигшие значительных размеров. Города имели улицы, здания, акведуки и амфитеатры. Столицей Галлии стал античный Лугдунум (современный Лион).

## Административное деление
Несмотря на то что при римлянах Галлия впервые получила формальное политико-административное единство, экономико-социальные различия между её регионами сохранялись. Во многом они были обусловлены различиями в рельефе и климате. Римская власть это прекрасно осознавала, разделив Римскую Галлию на несколько единиц более мелкого административного порядка.
К слову, под словом «Галлия» в раннем римском государстве подразумевали две территории, населённые кельтами: Цизальпинскую Галлию и Трансальпинскую Галлию. Цизальпинская Галлия находилась на севере Италии (нынешняя Паданская низменность и южные предгорья Альп), из неё кельты были вытеснены рано, а земли заселены римлянами и италиками. Цизальпинская Галлия со временем стала неотъемлемой частью Италии, хотя её романские диалекты сохранили близость трансальпийским благодаря общему кельтскому субстрату.

## Романизация
Трансальпинская Галлия, то есть расположенная за Альпами, приблизительно совпадала с нынешней Францией. Античная романизация началась и за Альпами, но гораздо позднее. Процесс романизации начался с юга страны, продвигаясь вверх по долине р. Рона, а затем затронул и более северные области (Валлония). Тем не менее мощный кельтский субстрат в Галлии сохранялся довольно долго. Даже спустя столетия после завоевания римлянами галлы составляли подавляющее большинство сельского населения в центре и на севере страны. Лишь в крупных городах и на южном побережье жило много потомственных римлян. Получили распространение и смешанные семьи (римляне, кельты, греки и др.). Но и в конце III века в окрестностях Лиона сохранялись кельтские поселения, где невозможно было общаться без переводчика. И всё же после эдикта императора Каракаллы 212 года римское гражданство получили все жители империи, в том числе и Галлии независимо от национальности. Это ускорило процесс перехода на латинский язык, который к тому же, в отличие от кельтских языков, имел хорошо развитую письменность. Со временем потомки галлов не только стали называть себя римлянами, но и утеряли свой язык, полностью перейдя на вульгарную латынь. К концу римского периода в Галлии проживало по разным оценкам от 10 до 12 млн жителей, большинство из которых составили галло-римляне, исповедующие христианство и говорящие на латинском языке.